# ماهی‌خورک مالاشیت
 ماهی‌خورک مالاشیت (نام علمی: Alcedo cristata) نام یک گونه از تیره ماهی‌خورک‌های رودخانه‌ای است.